# Route nationale 751c
La route nationale 751C ou RN 751C était une route nationale française reliant Oudon à Champtoceaux.
À la suite de la réforme de 1972, elle a été déclassée en RD 751C.

## Ancien tracé d'Oudon à Champtoceaux (D 751C)
- Oudon
- Champtoceaux

- Pont de Champtoceaux,
- puis traversée d'Oudon.